# グレン・デービス (野球)
グレン・アール・デービス（Glenn Earle Davis, 1961年3月28日 - ）は、アメリカ合衆国フロリダ州出身の元プロ野球選手（内野手）。現在はジョージア州コロンバスの市議会議員を務める。

## 経歴

### プロ野球入団前
1961年3月28日、フロリダ州ジャクソンビルに生まれる。父親のジーン・デービスはマイナーリーグで10年間プレーした元プロ野球選手だったが、短気な性格と酒癖の悪さが災いして大成することはなかった。またこれが原因となって夫婦仲は悪化、グレンが6歳の時に両親は離婚し、2人の姉と共に母親の下で育てられることになった。
厳格なキリスト教徒だった母親は息子を伝道師にしようと考え、父親と会うことを禁じ、野球からも引き離そうとした。また、しつけと称して毎日のように息子を殴打した。荒んだ環境で育ったグレンはやがて不良少年となり、誰彼構わず喧嘩を仕掛けて周囲から恐れられる一方で、絶えず湧き上がる自殺願望に苦しめられるという暗い少年時代を過ごした。
地元のユニバーシティ・クリスチャン高校 (en) に進学後、野球部のチームメイトであるストーム・デービス（姓は同じだが血縁関係はない）の友人となったことで転機を迎える。ストームの父親で野球部のコーチを務めていたジョージとその妻ノーマは、グレンの置かれた環境を知って彼のことを気にかけるようになり、しばしば自宅に招いて実の両親であるかのように優しく接し、またグレンの実母が野球を取り上げようとするのを阻止した。グレンも彼らに心を開くようになり、法律上の正式な養子縁組は結ばなかったものの、実質的にはジョージ一家の一員となった。
クリスチャン高校は州大会を2連覇し、1979年のドラフトでストームは7巡目、グレンは31巡目で、いずれも投手としてボルチモア・オリオールズの指名を受けた。ストームはそのままプロ入りしたが、グレンは投手ではなく野手としての指名を望んでおり、ジョージの勧めもあってジョージア大学に進学した。早期のドラフト指名を得るため、翌年にはマナティー短期大学 (en) に編入し、1981年の2次ドラフト1巡目（全体の5番目）で野手としてヒューストン・アストロズの指名を受け、プロ入りを果たした。

### アストロズ時代
マイナー時代から強打者として活躍し、1982年にはフロリダ・ステートリーグ（A+級）で、翌1983年にはサザンリーグ（AA級）で、いずれもリーグ本塁打王となった。同時期に再び自殺願望に取り付かれ、飲酒や女遊びにふけるなど荒んだ生活に戻りかけたが、養母ノーマらの支えもあって克服し、1984年にテレサ夫人と結婚してからは生活も落ち着いた。
同年にテリー・プールの怪我に伴いメジャー初昇格を果たすと、翌1985年からは一塁手のレギュラーとなる。この年は100試合の出場で、打者不利のアストロドームを本拠地としながら20本塁打を放った。
1986年は31本塁打を放ち、ナショナルリーグ西地区優勝に貢献した。シルバースラッガー賞を受賞し、MVP投票でもマイク・シュミットに次ぐ2位に入った。ニューヨーク・メッツとのリーグチャンピオンシップシリーズ第1戦ではドワイト・グッデンから本塁打を打ち、マイク・スコットの1対0での完封勝利を助けたが、最終的にチームは2勝4敗でメッツに敗れた。
その後もアストロズの中軸打者として活躍し、1989年にはアストロズ史上初の5年連続20本塁打以上を記録した。この記録は、手首の故障で93試合の出場に留まった翌1990年まで続いた。また、1986年と1990年には日米野球のMLB選抜として来日し、アストロズ傘下マイナーで一時期チームメイトだった西武ライオンズの秋山幸二と旧交を温めた。
またこの頃、テレサ夫人の協力を得てジョージア州コロンバスに児童養護施設"The Carpenter's Way"を設立し、かつての自分のように虐待や育児放棄に苦しんでいる子供たちを引き取って育てる試みを始めた。こうした社会活動も評価され、1990年にはルー・ゲーリッグ賞を受賞している。

### オリオールズ・ロイヤルズ時代
1991年1月、カート・シリング、スティーブ・フィンリー、ピート・ハーニッシュとの3対1の交換トレードでボルチモア・オリオールズに移籍したが、度重なる怪我に見舞われ、在籍3年間で出場185試合・24本塁打という期待外れの成績に終わった。交換要員の3人がいずれも移籍後に活躍を見せたため、現在ではオリオールズ史上最悪のトレードと評されている。なお、1992年の1シーズンだけ義兄弟のストームとチームメイトになった。
1994年はニューヨーク・メッツのスプリングトレーニングに参加したがロースター入りは果たせなかった。その後カンザスシティ・ロイヤルズ傘下の3Aオマハでプレーし、いずれもリーグ2位となる27本塁打・97打点を記録したが、メジャー昇格の機会は与えられなかった。

### 阪神・独立リーグ時代
同年オフに日本プロ野球の阪神タイガースに入団した。「デービス」という姓には近鉄バファローズで中軸を務め、1988年に大麻取締法違反で逮捕され球界を追われたリチャード・デービスのイメージがあったため、名前のグレンが登録名とされた。
1995年はオープン戦から好調を維持し、開幕戦で来日初本塁打を記録するなど、上々の滑り出しを見せる。その後も4番打者として活躍を続けたものの、夏場以降は古傷の脇腹痛の影響から徐々に成績が落ち込み、シーズン終盤は同期入団のスコット・クールボーに4番を譲って、5番や6番で出場する場面も見られた。この年は120試合に出場したが、前半の60試合は2割9分3厘、16本、50打点と結果を残したのに対し、後半60試合は2割1分9厘、7本、27打点と顕著な不振に陥った。それでも最終的に打率.256、チームトップの23本塁打、クールボーと並んでチームトップタイの77打点を記録したことが評価され、翌年も残留することになった。
1996年シーズンは、藤田平監督ら首脳陣との確執から開幕メンバーを外される。その後スタメンに復帰するも、調子は上がらず、5月1日の横浜ベイスターズ戦で代打サヨナラ満塁本塁打を放つなど意地を見せたものの、結局同年6月11日にクールボーと共に途中解雇され、そのまま帰国した。1996年7月6日発売の週刊現代に『史上最悪の助っ人がダメ虎を叩っ斬る!--グレン・デービス「阪神ベンチは刑務所のようだった!」』という記事が掲載された。
帰国後、シーズンの残りをアメリカの独立リーグであるノーザンリーグのセントポール・セインツでプレーし、同年限りで現役を引退した。

### 引退後
児童養護施設"The Carpenter's Way"の運営を続ける傍ら、ホテル経営などを業とするカスケード・グループのCEOを務めるなど、実業家としても活動している。また2002年から地元コロンバスの市議会議員を務めている。

## 詳細情報

### 年度別打撃成績
| 年 度     | 球 団     | 試 合 | 打 席 | 打 数 | 得 点 | 安 打 | 二 塁 打 | 三 塁 打 | 本 塁 打 | 塁 打 | 打 点 | 盗 塁 | 盗 塁 死 | 犠 打 | 犠 飛 | 四 球 | 敬 遠 | 死 球 | 三 振 | 併 殺 打 | 打 率 | 出 塁 率 | 長 打 率 | O P S |
| --------- | --------- | ----- | ----- | ----- | ----- | ----- | -------- | -------- | -------- | ----- | ----- | ----- | -------- | ----- | ----- | ----- | ----- | ----- | ----- | -------- | ----- | -------- | -------- | ----- |
| 1984      | HOU       | 18    | 68    | 61    | 6     | 13    | 5        | 0        | 2        | 24    | 8     | 0     | 0        | 2     | 1     | 4     | 0     | 0     | 12    | 0        | .213  | .258     | .393     | .651  |
| 1985      | HOU       | 100   | 390   | 350   | 51    | 95    | 11       | 0        | 20       | 166   | 64    | 0     | 0        | 2     | 4     | 27    | 6     | 7     | 68    | 12       | .271  | .332     | .474     | .807  |
| 1986      | HOU       | 158   | 654   | 574   | 91    | 152   | 32       | 3        | 31       | 283   | 101   | 3     | 1        | 0     | 7     | 64    | 6     | 9     | 72    | 11       | .265  | .344     | .493     | .837  |
| 1987      | HOU       | 151   | 635   | 578   | 70    | 145   | 35       | 2        | 27       | 265   | 93    | 4     | 1        | 0     | 5     | 47    | 10    | 5     | 84    | 16       | .251  | .310     | .458     | .769  |
| 1988      | HOU       | 152   | 634   | 561   | 78    | 152   | 26       | 0        | 30       | 268   | 99    | 4     | 3        | 0     | 9     | 53    | 20    | 11    | 77    | 11       | .271  | .341     | .478     | .818  |
| 1989      | HOU       | 158   | 663   | 581   | 87    | 156   | 26       | 1        | 34       | 286   | 89    | 4     | 2        | 0     | 6     | 69    | 17    | 7     | 123   | 9        | .269  | .350     | .492     | .842  |
| 1990      | HOU       | 93    | 381   | 327   | 44    | 82    | 15       | 4        | 22       | 171   | 64    | 8     | 3        | 0     | 0     | 46    | 17    | 8     | 54    | 5        | .251  | .357     | .523     | .880  |
| 1991      | BAL       | 49    | 199   | 176   | 29    | 40    | 9        | 1        | 10       | 81    | 28    | 4     | 0        | 0     | 2     | 16    | 0     | 5     | 29    | 2        | .227  | .307     | .460     | .767  |
| 1992      | BAL       | 106   | 442   | 398   | 46    | 110   | 15       | 2        | 13       | 168   | 48    | 1     | 0        | 1     | 4     | 37    | 2     | 2     | 65    | 12       | .276  | .338     | .422     | .760  |
| 1993      | BAL       | 30    | 123   | 113   | 8     | 20    | 3        | 0        | 1        | 26    | 9     | 0     | 1        | 1     | 1     | 7     | 0     | 1     | 29    | 2        | .177  | .230     | .230     | .460  |
| 1995      | 阪神      | 120   | 501   | 453   | 47    | 116   | 25       | 1        | 23       | 212   | 77    | 1     | 1        | 0     | 6     | 40    | 3     | 2     | 79    | 15       | .256  | .315     | .468     | .783  |
| 1996      | 阪神      | 33    | 128   | 114   | 10    | 27    | 7        | 0        | 5        | 49    | 18    | 1     | 1        | 0     | 0     | 13    | 0     | 1     | 24    | 6        | .237  | .320     | .430     | .750  |
| MLB：10年 | MLB：10年 | 1015  | 4189  | 3719  | 510   | 965   | 177      | 13       | 190      | 1738  | 603   | 28    | 11       | 6     | 39    | 370   | 78    | 55    | 613   | 80       | .259  | .332     | .467     | .800  |
| NPB：2年  | NPB：2年  | 153   | 629   | 567   | 57    | 143   | 32       | 1        | 28       | 261   | 95    | 2     | 2        | 0     | 6     | 53    | 3     | 3     | 103   | 21       | .252  | .316     | .460     | .777  |

- 各年度の太字はリーグ最高

### 表彰
MLB
- シルバースラッガー賞：1回 （1986年）
- ルー・ゲーリッグ賞：1回 （1990年）

NPB
- 優秀JCB・MEP賞：1回 （1995年）

### 記録
MLB
- MLBオールスターゲーム選出：2回 （1986年、1989年）

NPB
- 初出場・初先発出場：1995年4月7日、対中日ドラゴンズ1回戦（ナゴヤ球場）4番・一塁手として出場
- 初安打・初本塁打・初打点：同上

### 背番号
- 27 （1984年 - 1990年、1993年）
- 37 （1991年 - 1992年）
- 28 （1995年 - 1996年途中）

## 参考資料
1. 1 2 3 4  “Sorry Past, Bright Future”. スポーツ・イラストレイテッド. (1986年8月25日) 2012年10月11日閲覧。
2. 1 2 3  “Glenn Davis Will Take To Baltimore By Storm”. サウス・フロリダ・サン・センチネル. (1991年1月13日) 2012年10月11日閲覧。
3. 1 2  “Where are they now: Former Major League Baseball all-star Glenn Davis”. フロリダ・タイムズ＝ユニオン. (2010年8月7日) 2012年10月11日閲覧。
4. ↑  “1982 Florida State League Year in Review”.   The Baseball Cube. 2012年10月11日閲覧。
5. ↑  “1983 Southern League Year in Review”.   The Baseball Cube. 2012年10月11日閲覧。
6. ↑  “The Ballplayers - Glenn Davis”.   BaseballLibrary.com. 2012年10月11日閲覧。
7. ↑  “Big swap, huge flop”. ボルチモア・サン. (2004年7月9日) 2012年10月11日閲覧。
8. ↑  “1994 American Association Year in Review”.   The Baseball Cube. 2012年10月11日閲覧。
9. ↑  史上最悪の助っ人がダメ虎を叩っ斬る!--グレン・デービス「阪神ベンチは刑務所のようだった!」